# Unser Heimatbäcker
Die Unser Heimatbäcker GmbH war eine deutsche Großbäckerei, die unter der Marke Lila Bäcker auch eigene Filialen im Nordosten Deutschlands, schwerpunktmäßig in Mecklenburg-Vorpommern und Brandenburg, betrieb.

## Geschichte
Volker Schülke (1963–2020) gründete 1991 die Vorgängergesellschaft der Heimatbäcker GmbH, die zunächst selbständig in den Bereichen Lebensmittelhandel und Fleischerei tätig war. 1992 begann der Aufbau eines Handels mit tiefgekühlten Teiglingen und 1995 die Ausweitung auf den Handel mit TK-Backwaren auf Großkunden wie die Nordback GmbH. 2000 wurde die industrielle Brötchenproduktion eingeführt und 2008 die Marke Lila Bäcker. 2009 firmierte das Unternehmen Rubave National Handels GmbH in Heimatbäcker GmbH um.
Neben organischem Wachstum des Unternehmens kam es auch zur Übernahme von Mitbewerbern. 2002 folgte der Aufkauf der Mühlenback GmbH aus Pasewalk, 2003 der A-Back GmbH aus Anklam und 2006 der Rügener Backwaren. 2010 übernahm die Heimatbäcker GmbH die in Gägelow ansässige insolvente Bäckerei-Kette Schütte und 2014 die De Mäkelbörger Backwaren GmbH. 2010 kam es zur Fusion mit der Dahlewitzer Landbäckerei (Dahlback). Von 2014 bis 2018 war die Deutsche Beteiligungs AG maßgeblich am Unternehmen beteiligt.
Anfang 2019 meldete das Unternehmen Insolvenz an, konnte das Insolvenzverfahren jedoch im Herbst 2019 (unter anderem mit einer Bürgschaft des Landes Mecklenburg-Vorpommern in Höhe von 8 Mio. Euro) beenden. Im Oktober 2023 stellte die Unser Heimatbäcker Holding einen Antrag auf ein Insolvenzverfahren in Eigenverwaltung.
Anfang 2024 wurde ein reguläres Insolvenzverfahren eröffnet. 500 von 1.600 Mitarbeitern wurde gekündigt. Zunächst sollte nur ein Drittel der rund 230 Filialen geschlossen werden.
Nachdem ein Angebot des letzten verbliebenen Übernahmeinteressenten von den Banken abgelehnt worden war, wurde auch die Schließung aller übrigen 160 Filialen sowie des Logistikbereichs, der Verwaltung und Produktion in Pasewalk zum 1. Februar 2024 beschlossen. Damit verbunden war die Entlassung von weiteren rund 900 Mitarbeitern. Die Mäkelbörger Kuchen-Manufaktur wurde bei gleichzeitiger Suche nach Investoren in Insolvenz fortgeführt. Zum 15. März 2024 wurde auch die Produktion der Kuchen-Manufaktur eingestellt.

## Standorte
Ende 2018 unterhielt das Unternehmen Produktionsstandorte in Dahlewitz, Neubrandenburg und Pasewalk sowie Logistikzentren in Pasewalk, Dahlewitz, Neubrandenburg, Gägelow, Stralsund und Niederlehme. Betrieben wurden zu diesem Zeitpunkt nach eigenen Angaben „mehrere hundert Bäckereifilialen“.

## Kritik
2018 kritisierte der DGB das Unternehmen für sein Lohnmodell, bei dem nach längerer Zeit ohne Krankschreibung eine Prämie gezahlt würde. Damit würden insbesondere chronisch Kranke sowie Eltern mit kranken Kindern benachteiligt. Zudem könne das Lohnmodell dazu führen, dass Mitarbeiter mit ansteckenden Krankheiten nicht unbedingt zu Hause blieben, sondern trotz Krankheit zur Arbeit gingen, was dem Infektionsschutzgesetz widerspräche.